# Charles Bulfinch
Charles Bulfinch, född 8 augusti 1763 i Boston, Massachusetts, död 15 april 1844 i Boston, var en amerikansk arkitekt och anses av många vara den förste infödde amerikanen som utövade arkitektur som yrke.

## Biografi
Bulfinch fick sin grundutbildning vid Boston Latin School och Harvard University där han tog en magisterexamen år 1784. Han studerade sedan i Europa åren 1785 – 87 där han påverkades av den klassiska arkitekturen i Italien och neoklassiska byggnader ritade av Christopher Wren, Robert Adam, William Chambers och andra i Storbritannien. Thomas Jefferson blev något av en mentor för honom i Europa, som han senare själv skulle bli för Robert Mills.
Som arkitekt var Bulfinch huvudsakligen verksam i Boston, men ritade också parlamentsbyggnader (”Capitols”) i flera amerikanska delstater och fullbordade Kapitolium i Washington, där intrycken från Wren är särskilt tydliga.
Hans verk är kända för sin enkelhet, balans och goda smak, och som ursprung till en distinkt federal stil av klassiska kupoler, kolumner och prydnader, som i början av 1800-talet dominerade amerikansk arkitektur.

## Byggnader i urval

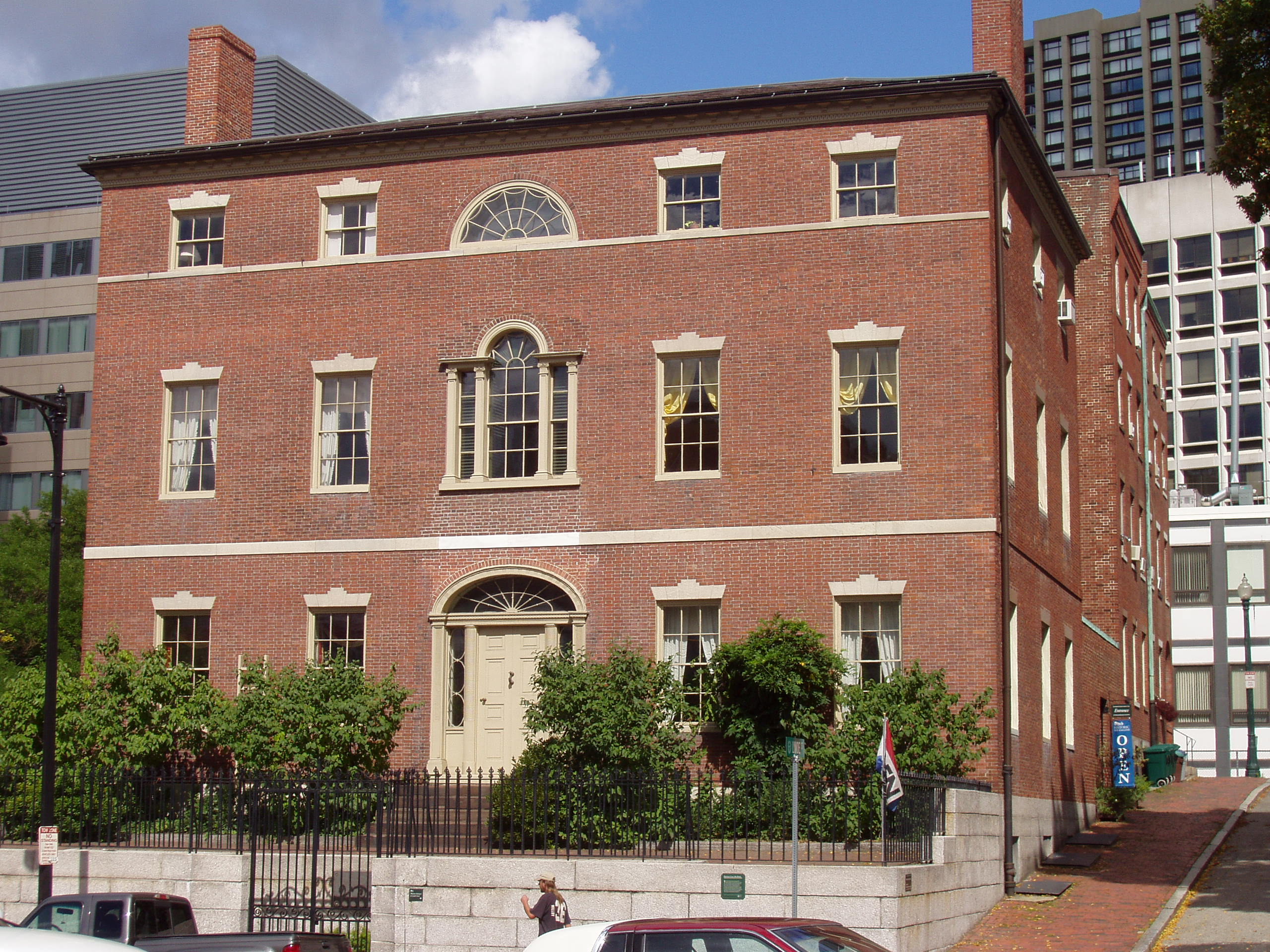
1st Harrison Gray Otis House, 141 Cambridge Street
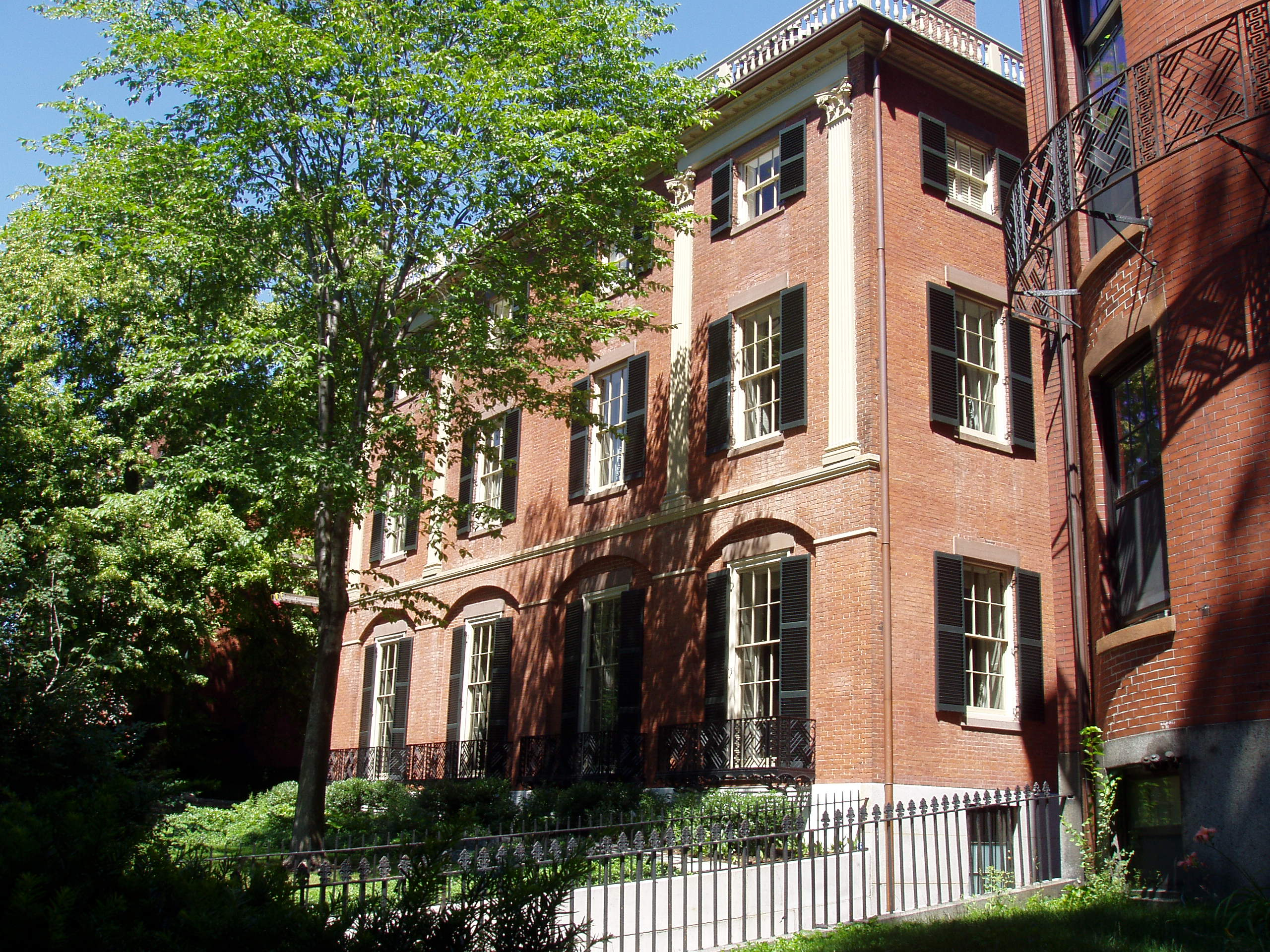
2nd Harrison Gray Otis House, 85 Mount Vernon Street
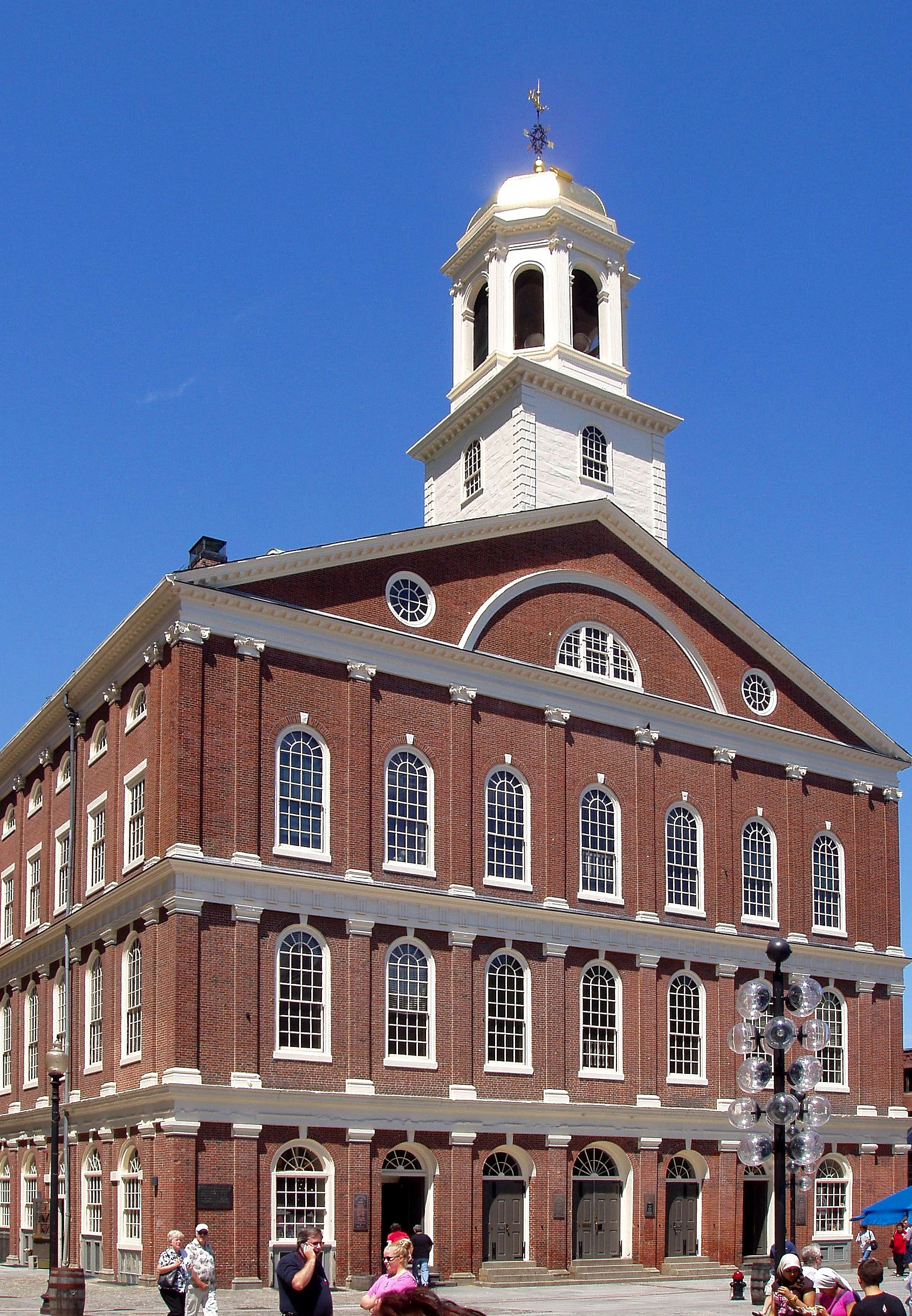
Faneuil Hall expansion.
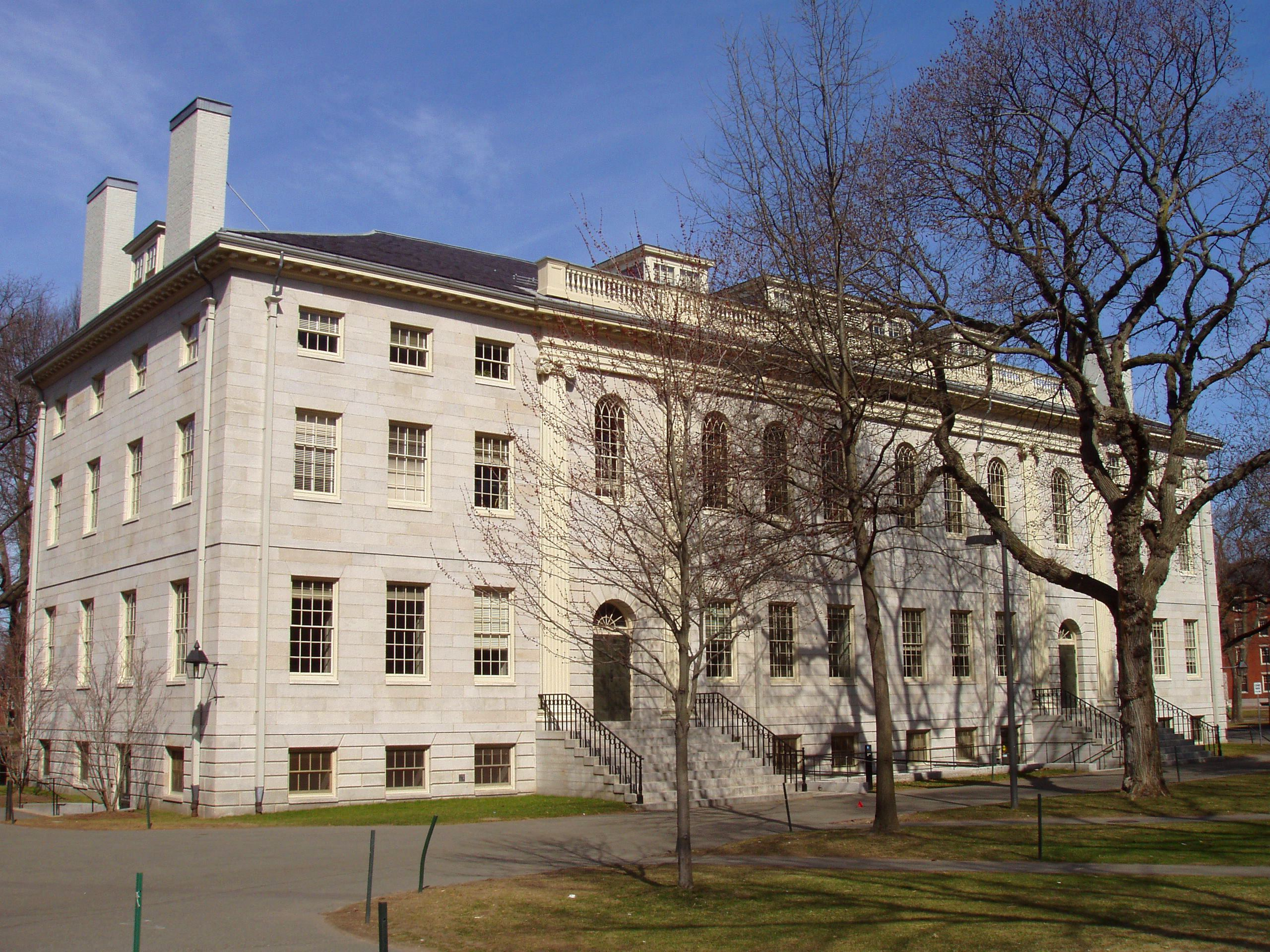
University Hall (Harvard University)
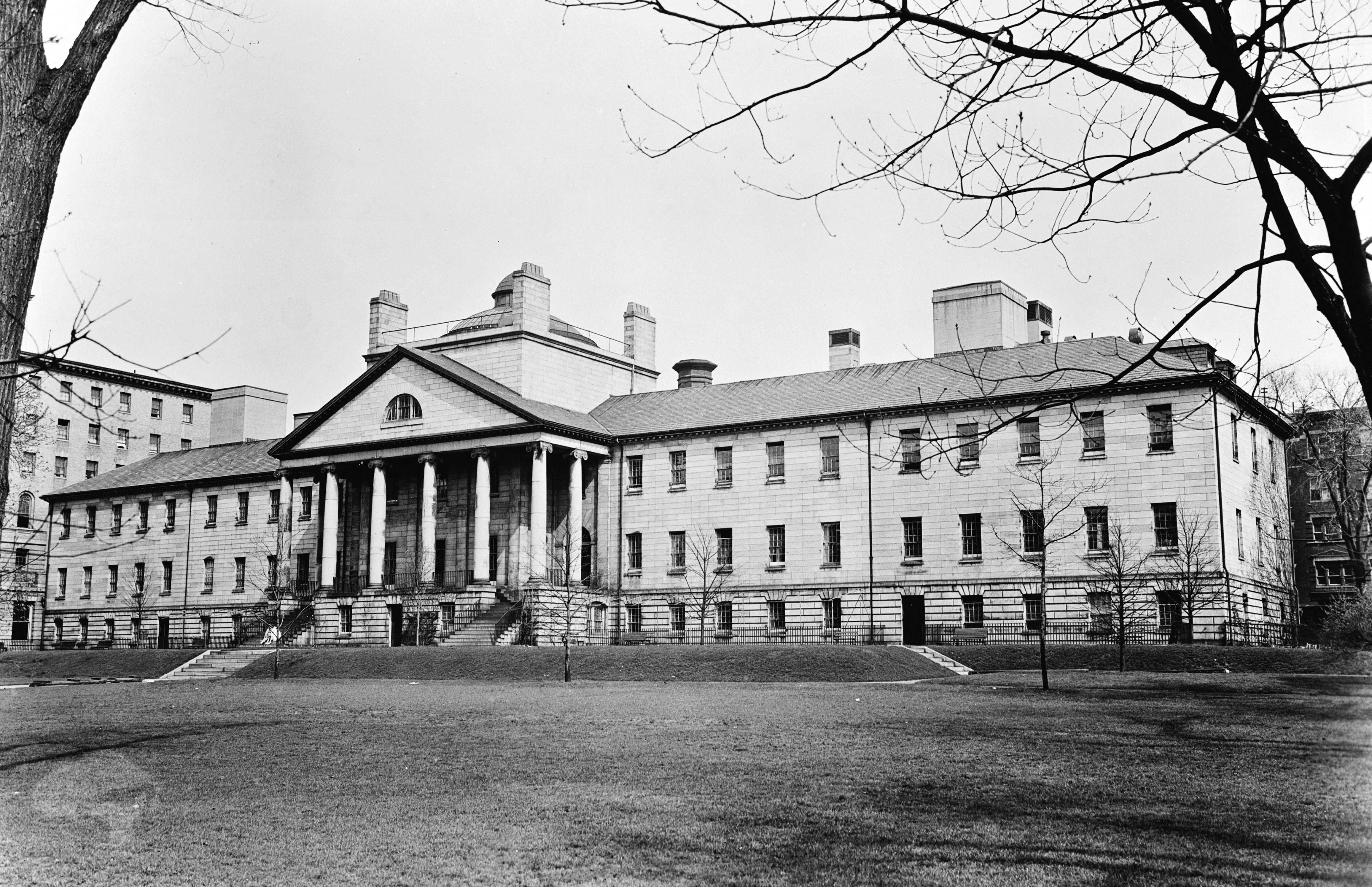
Massachusetts General Hospital
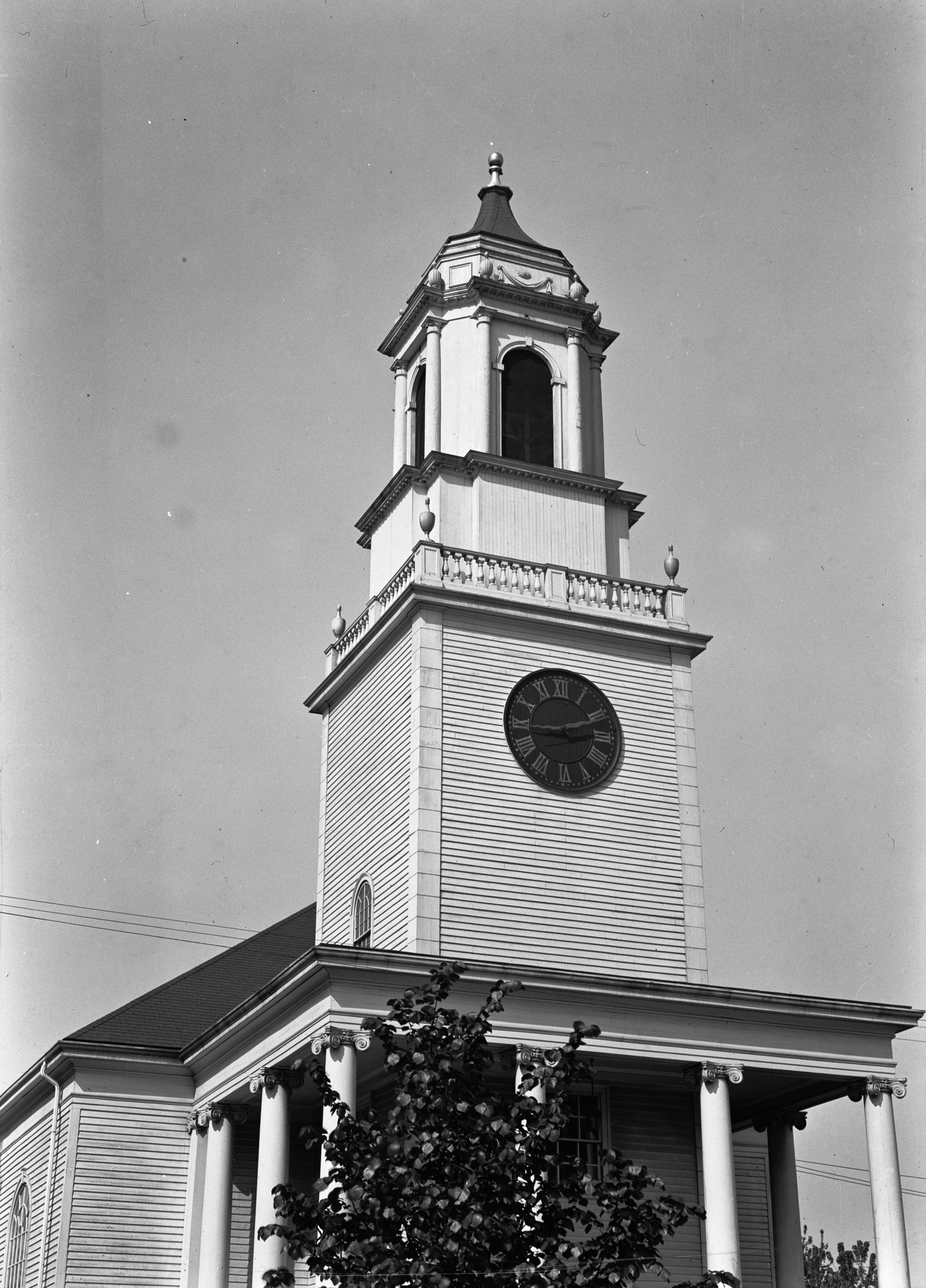
Tower, Arlington, Massachusetts, formerly atop Boylston Market
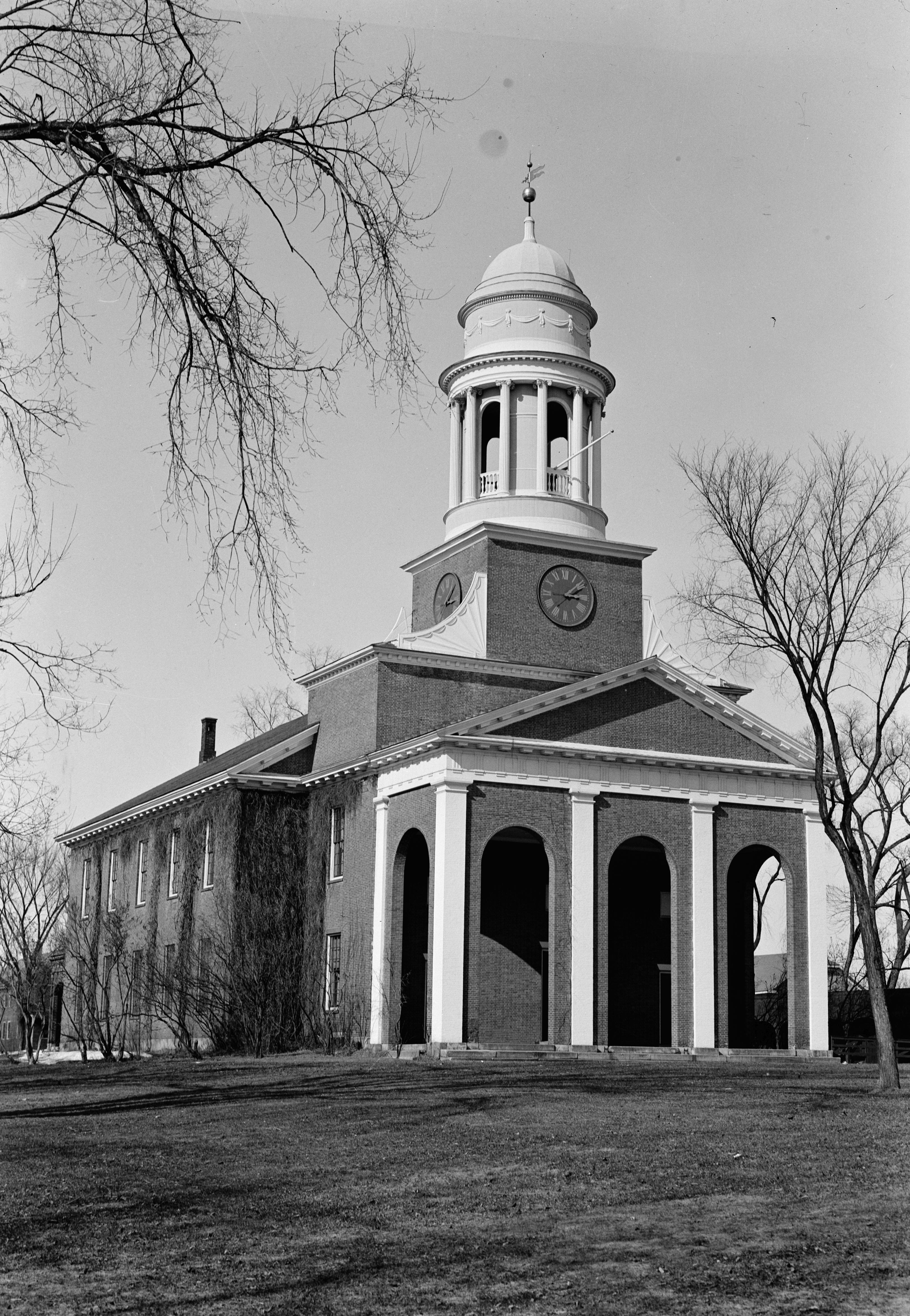
First Church of Christ, Unitarian, Lancaster, Massachusetts
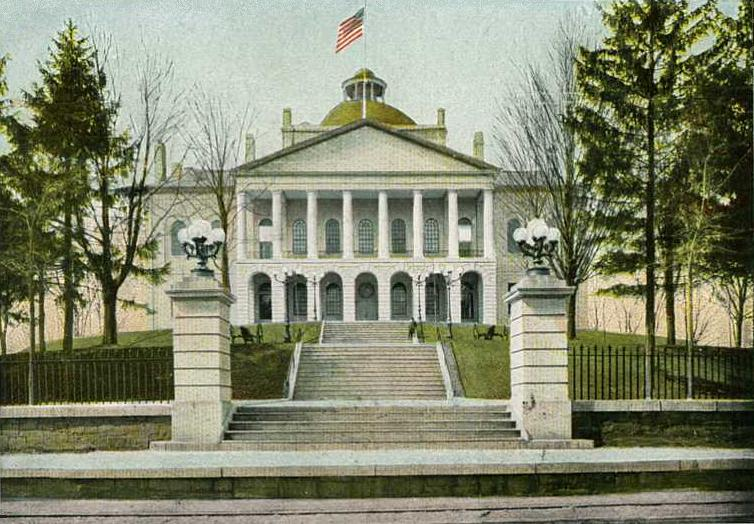
Maine State House, Augusta, Maine
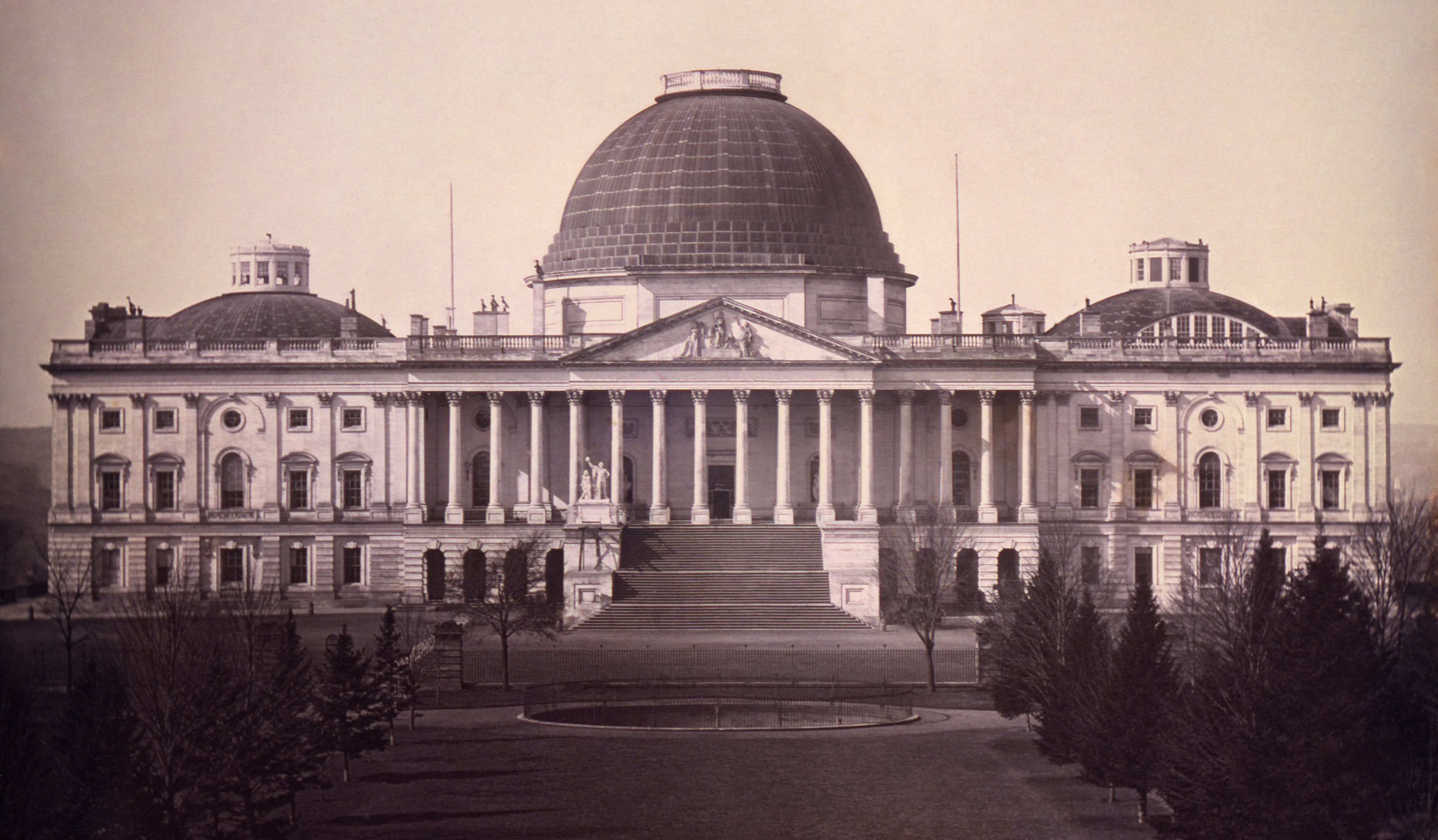
United States Capitol, 1846
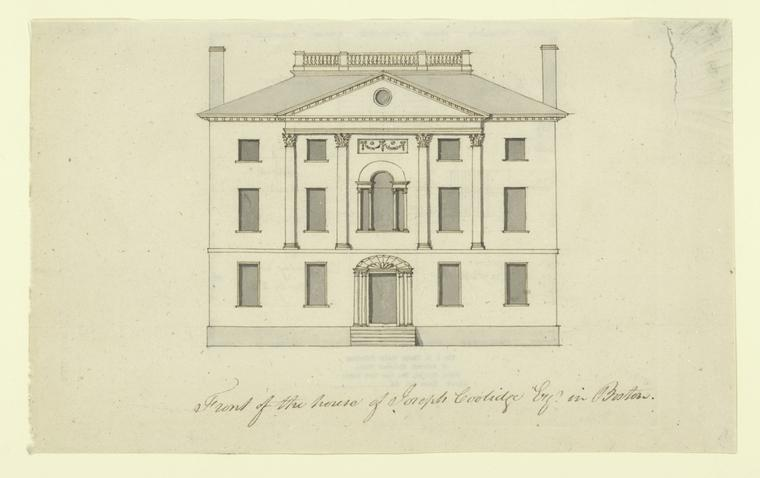
Joseph Coolidge House, Boston, c. 1792
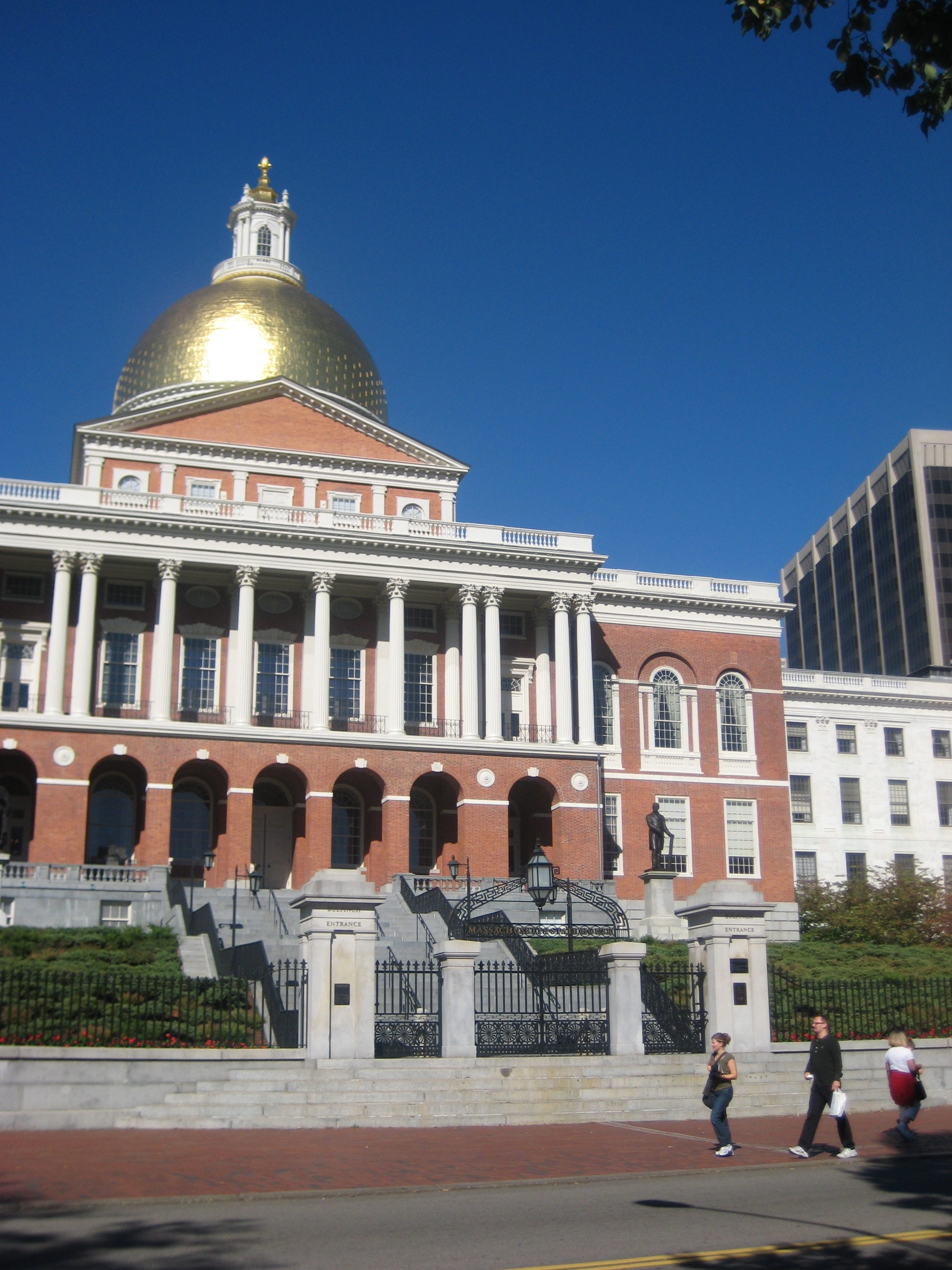
Massachusetts State House - Bulfinch Entrance, Boston